# Grace Under Pressure
Grace Under Pressure je desáté studiové album kanadské rockové skupiny Rush, vydané v dubnu 1984. Jeho producenty byli členové skupiny Rush a Peter Henderson. V žebříčku Billboard 200 se album umístilo na desátém místě.

## Seznam skladeb
Všechny texty napsal Neil Peart, hudbu složili Geddy Lee a Alex Lifeson.
| Pořadí | Název                 | Délka |
| ------ | --------------------- | ----- |
| 1.     | Distant Early Warning | 4:56  |
| 2.     | Afterimage            | 5:04  |
| 3.     | Red Sector A          | 5:10  |
| 4.     | The Enemy Within      | 4:33  |
| 5.     | The Body Electric     | 5:00  |
| 6.     | Kid Gloves            | 4:18  |
| 7.     | Red Lenses            | 4:42  |
| 8.     | Between the Wheels    | 5:44  |

## Obsazení
- Geddy Lee – zpěv, baskytara, syntezátory
- Alex Lifeson – kytara, syntezátory
- Neil Peart – bicí, perkuse